# Ford Mondeo
Ford Mondeo este un autoturism de dimensiuni medii sau mare de familie fabricat de Ford Motor Company. A înlocuit modelul Ford Sierra.
Numele de Mondeo derivat din limba latină "mundus" care înseamnă "lume".

## Mondeo Mk1 (1993–1996)
Mondeo a fost lansat în 1993 pe baza unui program de dezvoltare de 5 ani, care a costat 3 miliarde de lire sterline.
Oferea airbagul pentru șofer ca dotare standard. Opțional airbag pentru pasager, controlul tracțiunii, amortizare adaptativă, Sistemul Antiblocare Roți (ABS) și servodirecția.
Inițial oferit trei motoare cu patru cilindri pe benzină 16V și unul diesel.
Ford Mondeo a fost declarat mașina europeană a anului 1994.

### Facelift (Mk2; 1996–2000)
A fost lansat în noiembrie 1996. Ford Mondeo a fost restilizat la exterior și la interior. 
Dotarea standard a inclus trei puncte a centurii de siguranță pentru locurile din spate.
Ca dotare opțională oferea airbag-uri laterale optionale și ABS cu patru canale.
În 1997 a fost introdus modelul Mondeo Sport care avea motorul V6 de 2.5 litri cu aproape 170 de cai putere, care ajungea de la 0 - 100 de km/h în 8 secunde și avea o viteză maximă de 240 de km/h.
În 1999 a fost introdus modelul ST200 carea avea 202 de cai putere.

## Mondeo Mk3 (2000–2007)
A fost lansat în octombrie 2000. 
Ford a introdus un sistem de protecție inteligentă (IPS) care folosește o “inteligență” matrice de senzori pe baza unei rețele neuronale pentru a decide cea mai buna combinatie de dispozitive de siguranță (airbag-uri la pasagerii din față, airbag-uri laterale și airbag-uri cortină) pentru a implementa o situație dată în caz de accident.
La capitolul siguranță activă toate modelele au fost echipate cu distribuția electronică a forței de frânare (EBD) și program electronic de stabilitate (ESP) disponibil ca opțiune.
Motorul Zetec 1.6 L a fost abandonat, iar motoarele 1.8 și 2.0 L au fost puternic revizuite și au fost redenumite Duratec.
Varinata sport ST220 a fost diponibil din 2002 care avea un motor de 3.0 L V6.
În 2005 au fost introduse două noi motoare Duratorq cu injecție directă (TDCi) de 2.2 L cu 114 kW (155 CP) și de 2.0 L cu 65 kW (89 CP).
Transmisia automată nouă a fost numită Durashift. Acesta permite mutarea treptelor în mod manulal sau în mod automat.
Producția de Mondeo MK3 a avut schimbarea de model în Europa în martie 2007, dar producția s-a încheiat în Vietnam până la sfârșitul anului 2009.

## Mondeo Mk4 (2007–2014)
A fost prezentat la Salonul Auto de la Paris în 2006. Versiunea de producție a fost prezentat la Geneva Motor Show în martie 2007. A intrat pe piață la mijlocul lui iunie 2007.
A fost disponibil în trei variante hatchback, sedan și wagon. 
Mondeo poate fi văzut în filmul Casino Royale. Prototipul a fost construit în întregime de Ford Europa Design Studio din Köln, Germania care în ianuarie a fost expediat în Bahamas.
Dotările standard au fost ESP, centuri de siguranță pretensionate, airbaguri duble față, laterale, cortină și genunchi, program de stabilitate EBA și ABS.
Până la sfârșitul anului 2010, un facelift Mk IV Mondeo a fost introdus cu modificări, cum ar fi noile motoare EcoBoost și 
lumini de zi cu LED-uri. 

### Facelift
Faceliftul a fost prezentat la Salonul Auto Internațional din Moscova în 2010. 
În 2010 dotările opționale au fost: asistent pentru schimbarea benzii, la trecera benzii vibrează volanul, cameră retrovizoare, limitator automat de viteză pentru faruri și lumini de zi cu LED.
Dispune de frânare regenerativă, Eco Mode și sistem de închidere a grilei frontale. 
Opțiunile de motorizare cuprinde un propulsor EcoBoost de 2.0 litri (149 kW / 200 CP), EcoBoost de 2.0 litri (177 kW / 137 CP), Duratorq TDCi de 2.2 litri (147 kW / 197 CP) și trei propulsoare Duratorq TDCi de 2.0 litri Duratorq TDCi (85 kW / 113 CP), (103 kW / 138 CP) și (120 kW / 161 CP).

## Mondeo Mk5 (2014–2022)
Ford Mondeo a fost lansat în România pe 6 septembrie 2014.
Este disponibil în trei variante hatchback, sedan și wagon. 
Airbag-ul pentru centurile spate și farurile adaptive full-LED oferite standard sunt premiere pentru industria auto.